# سرویس جهانی بی‌بی‌سی
سرویس جهانی بی‌بی‌سی (انگلیسی: BBC World Service) یک پخش‌کننده بین‌المللی است که متعلق بنگاه خبرپراکنی بریتانیا معروف به بی‌بی‌سی است و توسط آن اداره می‌شود. این سرویس بزرگترین از هر نوع در جهان است. این سرویس اخبار رادیویی، گفتار و مناظره را به بیش از ۴۰ زبان در بسیاری از نقاط جهان در ایستگاه‌های موج کوتاه آنالوگ و دیجیتال، رسانه جاری، پادکست، ماهواره، پخش رادیویی دیجیتال، اف‌ام و موج متوسط پخش می‌کند. در سال ۲۰۱۵، مخاطبین سرویس جهانی بی‌بی‌سی به‌طور متوسط به ۲۱۰ میلیون نفر در هفته (شامل تلویزیون، رادیو و آنلاین) رسید. در نوامبر سال ۲۰۱۶ بی‌بی‌سی اعلام کرد که طی بزرگترین توسعه خود از دهه ۱۹۴۰، پخش به زبان‌های دیگر از جمله زبان امهری و ایگبو را نیز آغاز خواهد کرد.
سرویس جهانی بی‌بی‌سی با هزینه مجوز تلویزیون بریتانیا، تبلیغات محدود و سود استودیوی بی‌بی‌سی تأمین می‌شود. همچنین بودجه این سرویس با ۲۸۹ میلیون پوند از دولت بریتانیا (تخصیص داده شده در دورهٔ ۵ ساله منتهی به سال ۲۰۲۰) تضمین شده‌است. تا اول آوریل ۲۰۱۴ سرویس جهانی بی‌بی‌سی برای چندین دهه با کمک مالی دفتر امور خارجه و مشترک‌المنافع دولت بریتانیا تأمین می‌شد.
سرویس جهانی بی‌بی‌سی از هشت منطقه مختلف تغذیه شده و چندین برنامه مختلف را شامل می‌شود. به ترتیب: شرق و جنوب آفریقا؛ غرب و مرکز آفریقا؛ اروپا و خاورمیانه؛ قاره آمریکا و کارائیب؛ آسیای شرقی؛ جنوب آسیا؛ استرالیا؛ و بریتانیا. همچنین دو جریان آنلاین مجزا دارد که یکی از آنها بیشتر مبتنی بر پخش اخبار و معروف به «اخبار اینترنتی» (News Internet) است و ۲۴ ساعته پخش می‌شود.
ناظر کنونی سرویس جهانی بی‌بی‌سی انگلیسی، مری هاکدی است.

## تاریخچه
سرویس جهانی بی‌بی‌سی در سال ۱۹۳۲ به عنوان سرویس امپراتوری بی‌بی‌سی با پخش موج کوتاه شروع به کار کرد و هدف اصلی آن انگلیسی‌زبانان در سراسر امپراتوری بریتانیا بود.
جرج پنجم، پادشاه وقت بریتانیا، در اولین پیام کریسمس خود در سال ۱۹۳۲، این سرویس را برای مردان و زنانی در نظر گرفت، که با دریا، کویر یا برف ارتباطشان قطع شده و فقط صدایی که از هوا منتقل شود می‌تواند به ایشان برسد.